# Alcatel-arrest
Het Alcatel-arrest betreft een rechtszaak van Alcatel tegen Oostenrijk in 1999.
Alcatel was een Frans bedrijf, gespecialiseerd in het produceren van telecommunicatie-apparatuur. 
Het Hof van Justitie EG heeft op 28 oktober 1999 in de zaak Alcatel tegen Oostenrijk bepaald dat het mogelijk moet zijn beroep in te stellen tegen het besluit om een overheidsopdracht te gunnen. Dit beroep moet kunnen leiden tot nietigverklaring van het bestreden gunningsbesluit en gunning van de opdracht aan een ander dan de oorspronkelijk beoogde opdrachtnemer.
Inmiddels is er een Alcateltermijn (ook wel stand still-termijn genoemd) opgenomen in de Aanbestedingswet 2012 (artikel 2.127). De bepaling houdt in dat aanbestedende diensten een termijn van ten minste 20 dagen moeten aanhouden voordat zij een overeenkomst mogen sluiten. Deze termijn vangt aan op de dag na de verzending van de mededeling van de gunningsbeslissing. Deze periode wordt door inschrijvers gebruikt voor het instellen van een beroep in rechte tegen de voorgenomen gunning.